# Davidijordania
Davidijordania es un género de peces de la familia Zoarcidae en el orden de los Perciformes.

## Especies
- - Davidijordania brachyrhyncha  Schmidt, 1904
  - Davidijordania jordaniana  Schmidt, 1936
  - Davidijordania lacertina   Pavlenko, 1910
  - Davidijordania poecilimon  Jordan & Fowler, 1902
  - Davidijordania yabei  Anderson & Imamura,

.